# Michaela Gallo
Michaela Gallo, född 30 november 1990 i Orange County, Kalifornien, USA, är en amerikansk skådespelerska som bland annat medverkat i filmer som Beethovens trea och Essence of Echoes.

## Fotnoter
1. ↑  ČSFD person-ID: 9485, läst: 9 oktober 2017.[källa från Wikidata]